# محسن زهتاب
محسن زهتاب (زادهٔ ۱ فروردین ۱۳۱۴) هنرپیشه ایرانی تئاتر، سینما و تلویزیون است.

## زندگی‌نامه
زهتاب، در ۱ فروردین ۱۳۱۴ در تهران به دنیا آمد. وی کار بازیگری حرفه‌ای را از سال ۱۳۳۵ با شرکت در کلاس بازیگری تئاتر «جامعه باربد» آغاز نمود و به‌طور همزمان به ایفای نقش در نمایشنامه‌های رادیو پرداخت. سپس با فعال شدن تلویزیون، به همکاری با تلویزیون نیز روی آورد. محسن زهتاب کار بازیگری در سینما را، با بازی در فیلم «دزدان معدن» به کارگردانی حسین امیرفضلی در سال ۱۳۳۵ شروع کرد.

## کارنامهٔ هنری

### سینما
1. به دنبال خوشبختی (۱۳۸۸)
2. همسر دلخواه من (۱۳۷۹)
3. مریم مقدس (۱۳۷۹)
4. عشق کافی نیست (۱۳۷۷)
5. جان‌سخت (۱۳۷۶)
6. سرزمین خورشید (۱۳۷۵)
7. غزال (۱۳۷۴)
8. پادزهر (۱۳۷۲)
9. چشم شیطان (۱۳۷۲)
10. پرواز پنجم ژوئن (۱۳۶۸)
11. صخره همیشه‌سبز (۱۳۶۷)
12. عروسی خوبان (۱۳۶۷)
13. ردپایی بر شن (۱۳۶۶)
14. مکافات (۱۳۶۶)
15. دزدان معدن (۱۳۳۵)

### مجموعه‌های تلویزیونی
| سال       | نام                     | سمت          | کارگردان                   | توضیحات                                              |
| --------- | ----------------------- | ------------ | -------------------------- | ---------------------------------------------------- |
| ۱۳۹۲      | تله‌فیلم «پس از آن روز»  | بازیگر       | مجتبی یاسینی               | شبکه ۲                                               |
| ۱۳۹۲      | تله‌فیلم «الهام الهام»   | بازیگر       | یاشار سربلند               |                                                      |
| ۱۳۸۸      | تله‌فیلم «گنج خانه سفید» | بازیگر       | شاهد احمدلو                |                                                      |
| ۱۳۸۸      | نردبام آسمان            | بازیگر       | محمدحسین لطیفی             | شبکه ۱ / شهریور (رمضان) ۱۳۸۸                         |
| ۱۳۸۸      | تله‌فیلم «هانیه»         | کارگردان     | محسن زهتاب                 |                                                      |
| ۱۳۸۵–۱۳۸۶ | تله‌فیلم «با هم در خانه» | بازیگر       | بهمن زرین‌پور               | شبکه ۲                                               |
| ۱۳۸۵      | تله‌فیلم «آمیتیس»        | بازیگر       | مهران برومند               |                                                      |
| ۱۳۸۳      | هتل پاپلی               | بازیگر       | محمدتقی رنجبر              | شبکه یک                                              |
| ۱۳۸۲–۱۳۸۳ | تب سرد                  | بازیگر       | علیرضا افخمی               | شبکه ۳                                               |
| ۱۳۸۱      | بررسی یک پرونده         | بازیگر       | علاءالدین رحیمی            | برنامه «سیمای خانواده» شبکه یک                       |
| ۱۳۸۱      | فرستاده                 | بازیگر       | جواد شمقدری                | شبکه دو پ                                            |
| ۱۳۷۸–۱۳۸۱ | روشن‌تر از خاموشی        | بازیگر       | حسن فتحی                   | شبکه ۱                                               |
| ۱۳۸۰      | تله‌تئاتر «زارع شیکاگو»  | بازیگر       | سیروس ابراهیم‌زاده          | شبکه ۴                                               |
| ۱۳۷۹      | ولایت عشق               | بازیگر       | مهدی فخیم زاده             | شبکه ۱                                               |
| ۱۳۷۹–۱۳۸۰ | چراغ جادو               | بازیگر       | همایون اسعدیانمسعود کرامتی | شبکه ۱                                               |
| ۱۳۷۹      | مریم مقدس               | بازیگر       | شهریار بحرانی              | شبکه ۲                                               |
| ۱۳۷۹      | غریبه                   | بازیگر       | جواد اردکانی               | شبکه ۲                                               |
| ۱۳۷۸–۱۳۷۷ | روزگار جوانی            | بازیگر مهمان | شاپور قریب اصغر توسلی      | شبکه تهران                                           |
| ۱۳۷۶      | کهنه‌سوار                | بازیگر       | اکبر خواجویی               | شبکه ۳                                               |
| ۱۳۷۶      | گالری ۹                 | بازیگر       | غلامرضا رمضانی             | شبکه تهران                                           |
| ۱۳۷۴      | در پناه تو              | بازیگر       | حمید لبخنده                | شبکه ۲                                               |
| ۱۳۷۰      | قابیل                   | بازیگر       | حمید تمجیدی                |                                                      |
| ۱۳۶۶      | درخت دوستی              | بازیگر       | سعید خاکسار                | شبکه ۲                                               |
| ۱۳۶۶      | این شرح بی‌نهایت         | بازیگر       | اسماعیل خلج حمید حمزه      | کارگردانان تلویزیونی: «بیژن صمصامی» و «شهریار بدیعی» |
| ۱۳۶۲      | تله‌تئاتر «سیم حوت»      | بازیگر       | مجید جعفری                 | در نقش رضاشاه / شبکه ۱                               |
| ۱۳۵۳      | وقتی دژخیم می‌گرید       | بازیگر       | سهراب اخوان                |                                                      |

پهلوانان